# Tres Lagunas
Tres Lagunas es una localidad argentina del Departamento Pilagás, en la provincia de Formosa. Se encuentra en el km 1321 de la RP 3.